# 印度小姐
印度小姐（Miss India），也叫费米娜印度小姐（Femina Miss India），是印度的一个选美比赛，用以挑选印度的世界小姐候选人。其主办方是印度时报集团的《费米娜》杂志。印度先生也由该集团举办。

## 历史
1947年，第一届印度小姐举办，首任获得者是以斯帖·维多利亚·亚伯拉罕，主办方还不是《费米娜》。1964年，《费米娜》主办第一届费米娜印度小姐。